# ديفيد شو
ديفيد إيلوت شو (بالإنجليزية: David E. Shaw)‏ (ولد 29 مارس 1951) مستثمر أمريكي، عالم حواسيب ومستثمر في صناديق الائتمان، مؤسس شركة «دي إي شو» صندوق ائتمان وصف من قبل مجلة فورتشن «بأنه الصندوق الأكثر قوة وغموضا في وول ستريت». عضو سابق في قسم علوم الحاسب بجامعة كولومبيا.
كون شو ثروته من تقاريره الدقيقة عن أحوال البورصة، الأسواق المالية وصناديق الاستثمار وإمداد الولاية بحواسيب هائلة بأنظمة سريعة ذات كفاءة عالية.
في عام 1996، أطلقت مجلة فورتشن علية اسم «ملك الرياضيات المالية» بسبب دور شركته الرائد في مجال التداول الكمي. في عام 2001، حول شو انتباهة الكامل إلى الأبحاث العلمية في مجال الكيمياء الحاسوبية بشكل عام ومحاكاة الديناميكيات الجزيئية للبروتينات بشكل خاص.

## السيرة الذاتية

### النشأة والتعليم
حصل شو على درجة البكالوريس من جامعة كاليفورنيا، سان دييغو وحصل على درجة الدكتوراة من جامعة ستانفورد في عام 1980، ليرجع إلى جامعته الأم بكاليفورنيا منضما إلى طاقم تدريسها قسم علوم الحاسب. خلال تلك الفترة، قدم شو تقريرا عن الحاسوب المتوازي الهائل وكيفية الاستخدام الأمثل لقاعدة البيانات العلائقية لإجراء العمليات الأكثر تعقيدا في أقل مدة زمنية ممكنة.
يرجع الفضل إلى شو في إنشاء شركة ستانفورد للأنظمة.

### الحياة العملية

#### الاستثمار
في عام 1986، انضم شو إلى مؤسسة الخدمات المالية والاستثمارية مورغان ستانلي في منصب نائب مدير قسم التكنولوجيا في نانزيو، تارتيجيلا مجموعة شركات تداول ملكية.
في عام 1994، اختاره بيل كلينتون رئيس الولايات المتحدة السابق ليكون ضمن فريقه من المستشارين المختصيين بمجالي العلوم والتكنولوجيا، في الوقت الذي كان فيه رئيس هيئة التعليم التكنولوجي. كما تم اختياره في عام 200 كعضوا في مجلس الجمعية الأمريكية لتقدم العلوم وظل في هذا المنصب لمدة 10 أعوام من عام 2000 إلى عام 2010. في عام 2007، تم اختيار شو عضوا في الأكاديمية الأمريكية للفنون والعلوم. في عام 2009، إختاره الرئيس باراك أوباما هو الأخر ليكون ضمن فريقه الخاص من المستشارين في شئون العلوم والتكنولوجيا.
كما تم اختياره في عام 2012 عضوا في الأكاديمية الوطنية للهندسة. وأخيرا وليس أخرا كما تم اختيارة عضوا في الأكاديمية الوطنية للعلوم في عام 2014.

#### صندوق إستثمار دي إي شو
مع بداية عام 1988، أنشا شو صندوق التحوط الخاص به (يطلق عليها أيضا اسم المحفظة الوقائية) استخدم فيها كل السياسات والأدوات الإستثمارية المتطورة المتاحة التي توفر عوائد أكبر من متوسط عوائد السوق بدون تحمل نفس مستوى المخاطر.
بحلول عام 2018، قدرت مجلة فوربس صافي ثروته بحوالي 6.2 مليار دولار. شو عضو بدرجة باحث أول في مركز علم الأحياء الحاسوبي والمعلوماتية الحيوية بجامعة كولومبيا وأستاذ مساعد في قسم المعلوماتية الحيوية الطبية بمدرسة كولومبيا الطبية، شو هو العالم الأكبر في منظمة أبحاث دي إي شو التي تبدي اهتمام كبير بمجال الكيمياء الحيوية الحاسوبية.
وفقا للتصنيف السنوي لمجلة ألفا المستثمر لعام 2014، حققت شركة ديفيد شو 530 مليون دولار في عام 2014، بينما حقق جيمس سيمونز من شركة رينيسانس تكنولوجي ما يقرب من 1.2 مليار دولار ليصبح الثنائي من أكبر 25 شخص في مجال صناديق التحوط ليتم وصفهم بأنهم «الإستراتجيين الكميين الذين أسسوا الشركات التي تبني خوارزميات التداول».

### السياسة والأعمال الخيرية
تبرع شو بمبلغ 2.25 مليون دولار لدعم حركة أولويات الولايات المتحدة الأمريكية، حركة لدعم الحزب الديموقراطي ومرشحته الرئاسية هيلاري كلينتون في الانتخابات الرئاسية الأخيرة أمام المرشح الجمهوري دونالد ترامب.
أنشا شو مع زوجته صندوق تبرعات خاص بعائلتهم في عام 2014 حينما قام الثنائي بالتبرع بمبلغ مليون دولار لمنظمة من أجل العمل، غير مبلغ 400000 دولار لكنيس ستيفن ويلز الخيري، مبلغ 400000 دولار لمركز سلون كيترينج للسرطان كما قام الثنائي بالتبرع بمبلغ 1 مليون دولار لجامعة ييل و 800000 دولار لمدرسة هوراس مان غير 1 مليون دولار لجامعة ستانفورد ونفس المبلغ لجامعة هارفارد.
حصل شو على عضوية في الجمعية الأمريكية لتقدم العلوم.

## الحياة الشخصية
شو متزوج من الصحفية والمحللة الاقتصادية بيث كوبلينز. يعيش الثنائي في ولاية نيويورك وهما عضوان في كنيس ستيفن وابز.

## وصلات خارجية
- السيرة الذاتية لديفيد شو
- أبحاث ديفيد شو
- هندسة معمارية جديدة لبيولوجيا جديدة - محاضرة عام 2006 من قبل ديفيد شو في منتدى نظم الكمبيوتر بجامعة ستانفورد
- ديفيد شو في عيون الصحافة
- ديفيد شو- قسم البيولوجي جامعة ستانفورد